# Szivárványló sünféreg
A szivárványló sünféreg (Aphrodita aculeata) a soksertéjűek (Polychaeta) osztályának Phyllodocida rendjébe, ezen belül az Aphroditidae családjába tartozó faj.
Az Aphrodita gyűrűsféregnem típusfaja.

## Előfordulása
A szivárványló sünféreg előfordulási területe az Észak-Atlanti-óceán, az Amerikai Egyesült Államokhoz tartozó Maine-öböltől és a Fundy-öböltől, egészen Norvégia déli részéig és Portugáliáig. Ez a gyűrűsféreg még fellelhető az Északi-tengerben, a La Manche csatornában és Földközi-tenger keleti részén, a Görögországhoz tartozó szigetek között.

## Megjelenése
A kifejlett példány 7,5-15 centiméter hosszú lehet; néhány elérheti a 30 centiméteres hosszúságot is. Testét szőrszerű képződmények borítják.

## Életmódja
Kizárólag tengervízben él, és ragadozó életmódot folytat; azonban gyakran dögöket is fogyaszt. Főleg éjszaka tevékeny.

## Képek

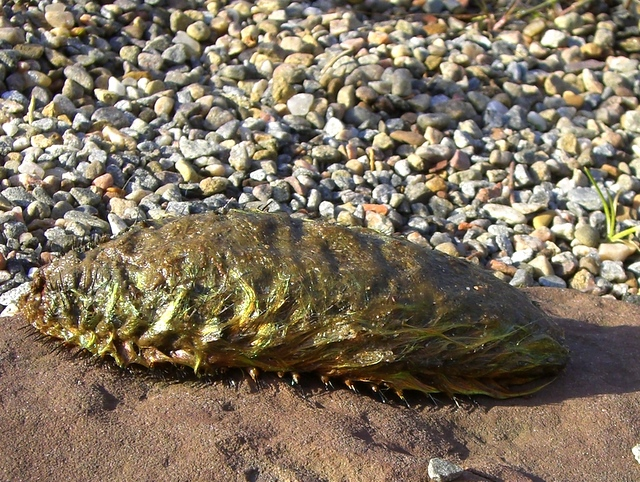
A háti része
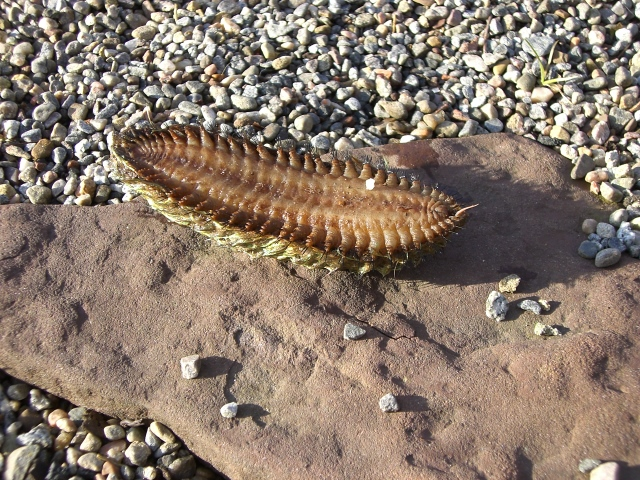
és a hasi része
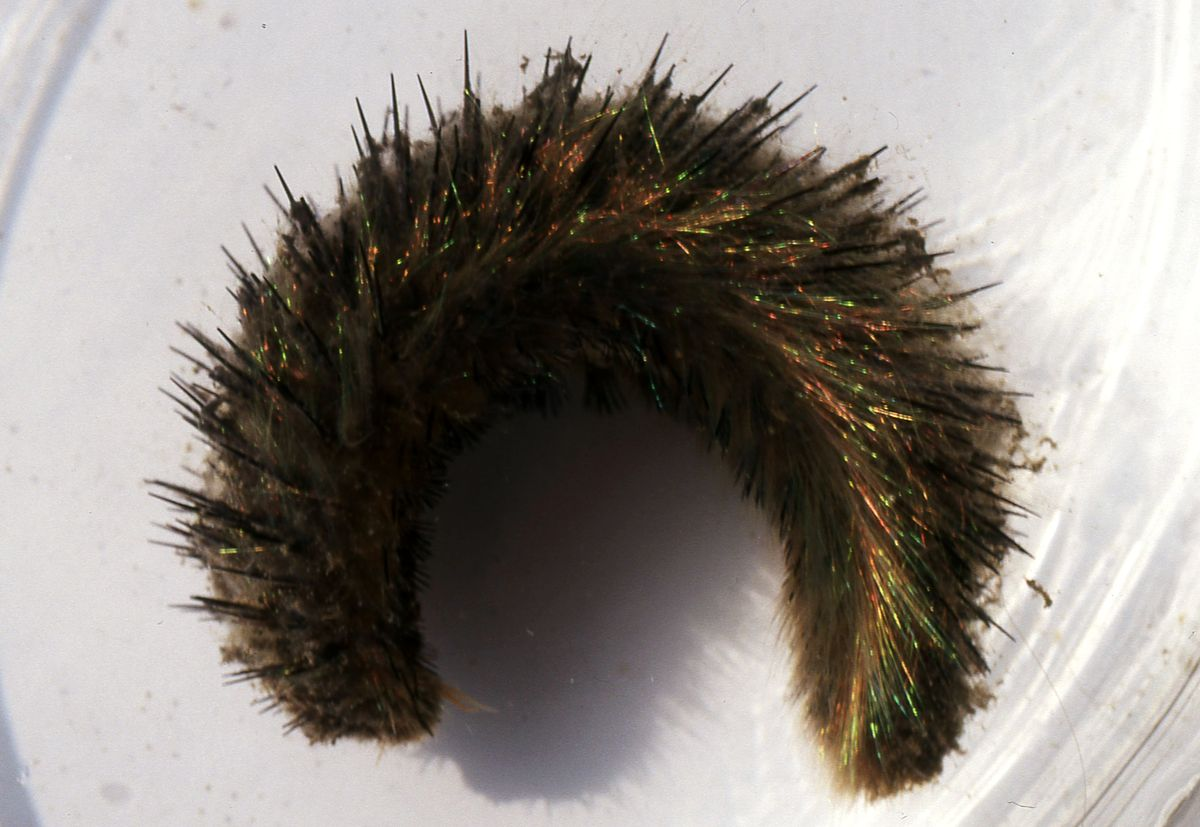
Oldalról
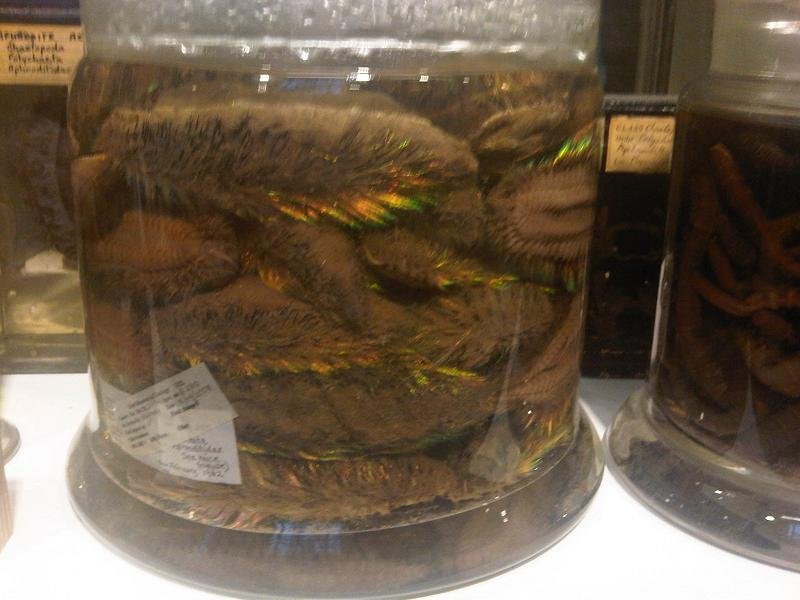
Múzeumban